# جان تشالوبين
جان تشالوبين (بالفرنسية: Jean Chalopin)‏ منتج وكاتب فرنسي (ولد في يوم 31 مايو عام 1950) ألف العديد من قصص الأطفال من ابرزها قصة مدن الذهب الغامضة التي تم تحويلها إلى مسلسل رسوم متحركة ياباني بعنوان الأحلام الذهبية .

## حياته المهنية
عام 1971، أسس تشالوبين (بدعم من لوكسمبورغ للإذاعة والتلفزيون) شركة معلوماتية، وعمل على كتابة وانتاج برامج رسوم متحركة تم تنفيذها من خلال استوديوهات في الخارج. وفي عام 1987، أسس تشالوبين شركة الابداع والتنمية بعد بيع أسهمه في الشركة واستمر في إنتاج الرسوم المتحركة في أواخر سنة 1980 و 1990. وكان للشركة مكاتب في باريس وطوكيو في حين كانت شركة جيت لاغ للإنتاج هي الشريك الأمريكي التابع لها. وقد اشترت (سي اند دي) حقوق التوزيع الأجنبي الخاصة من شركة سابان الترفيهية وقد كان ذلك بعد وقت قصير من حصول شركة سابان على حقوق التوزيع في عام 1987. في عام 1996، باع تشالوبين مكتبة الشركة لشبكة سابان / فوكس كيدز المشتركة.

## روابط خارجية
- جان تشالوبين على موقع IMDb (الإنجليزية)
- جان تشالوبين على موقع ألو سيني (الفرنسية)
- جان تشالوبين على موقع ميوزك برينز (الإنجليزية)
- جان تشالوبين على موقع أول موفي (الإنجليزية)
- جان تشالوبين على موقع ديسكوغز (الإنجليزية)
- جان تشالوبين على موقع قاعدة بيانات الفيلم (الإنجليزية)
- جان تشالوبين على موقع كينوبويسك (الروسية)